# Selección femenina de fútbol sub-20 de Puerto Rico
La selección de fútbol  femenino sub-20 de Puerto Rico representa a Puerto Rico en las competiciones internacionales de fútbol femenino en la categoría.  Su organización está a cargo de la Federación Puertorriqueña de Fútbol perteneciente a la CONCACAF.

## Estadísticas

### Copa Mundial Femenina de Fútbol Sub-20
| Copa Mundial Femenina de Fútbol Sub-20. | Copa Mundial Femenina de Fútbol Sub-20. | Copa Mundial Femenina de Fútbol Sub-20. | Copa Mundial Femenina de Fútbol Sub-20. | Copa Mundial Femenina de Fútbol Sub-20. | Copa Mundial Femenina de Fútbol Sub-20. | Copa Mundial Femenina de Fútbol Sub-20. | Copa Mundial Femenina de Fútbol Sub-20. |
| Año                                     | Resultado                               | J                                       | G                                       | E                                       | P                                       | GF                                      | GC                                      |
| --------------------------------------- | --------------------------------------- | --------------------------------------- | --------------------------------------- | --------------------------------------- | --------------------------------------- | --------------------------------------- | --------------------------------------- |
| 2002                                    | No clasificó                            | No clasificó                            | No clasificó                            | No clasificó                            | No clasificó                            | No clasificó                            | No clasificó                            |
| 2004                                    | No clasificó                            | No clasificó                            | No clasificó                            | No clasificó                            | No clasificó                            | No clasificó                            | No clasificó                            |
| 2006                                    | No clasificó                            | No clasificó                            | No clasificó                            | No clasificó                            | No clasificó                            | No clasificó                            | No clasificó                            |
| 2008                                    | No clasificó                            | No clasificó                            | No clasificó                            | No clasificó                            | No clasificó                            | No clasificó                            | No clasificó                            |
| 2010                                    | No clasificó                            | No clasificó                            | No clasificó                            | No clasificó                            | No clasificó                            | No clasificó                            | No clasificó                            |
| 2012                                    | No clasificó                            | No clasificó                            | No clasificó                            | No clasificó                            | No clasificó                            | No clasificó                            | No clasificó                            |
| 2014                                    | No clasificó                            | No clasificó                            | No clasificó                            | No clasificó                            | No clasificó                            | No clasificó                            | No clasificó                            |
| 2016                                    | No clasificó                            | No clasificó                            | No clasificó                            | No clasificó                            | No clasificó                            | No clasificó                            | No clasificó                            |
| 2018                                    | No clasificó                            | No clasificó                            | No clasificó                            | No clasificó                            | No clasificó                            | No clasificó                            | No clasificó                            |
| 2022                                    | No clasificó                            | No clasificó                            | No clasificó                            | No clasificó                            | No clasificó                            | No clasificó                            | No clasificó                            |
| 2024                                    | No clasificó                            | No clasificó                            | No clasificó                            | No clasificó                            | No clasificó                            | No clasificó                            | No clasificó                            |
| 2026                                    | Por definir                             | Por definir                             | Por definir                             | Por definir                             | Por definir                             | Por definir                             | Por definir                             |
| Total                                   | 0/11                                    | 0                                       | 0                                       | 0                                       | 0                                       | 0                                       | 0                                       |

### Campeonato Femenino Sub-20 de la Concacaf
| Campeonato Femenino Sub-20 de la Concacaf. | Campeonato Femenino Sub-20 de la Concacaf. | Campeonato Femenino Sub-20 de la Concacaf. | Campeonato Femenino Sub-20 de la Concacaf. | Campeonato Femenino Sub-20 de la Concacaf. | Campeonato Femenino Sub-20 de la Concacaf. | Campeonato Femenino Sub-20 de la Concacaf. | Campeonato Femenino Sub-20 de la Concacaf. |
| Año                                        | Resultado                                  | J                                          | G                                          | E                                          | P                                          | GF                                         | GC                                         |
| ------------------------------------------ | ------------------------------------------ | ------------------------------------------ | ------------------------------------------ | ------------------------------------------ | ------------------------------------------ | ------------------------------------------ | ------------------------------------------ |
| 2002                                       | No clasificó                               | No clasificó                               | No clasificó                               | No clasificó                               | No clasificó                               | No clasificó                               | No clasificó                               |
| 2004                                       | No clasificó                               | No clasificó                               | No clasificó                               | No clasificó                               | No clasificó                               | No clasificó                               | No clasificó                               |
| 2006                                       | No participó                               | No participó                               | No participó                               | No participó                               | No participó                               | No participó                               | No participó                               |
| 2008                                       | Se retiró                                  | Se retiró                                  | Se retiró                                  | Se retiró                                  | Se retiró                                  | Se retiró                                  | Se retiró                                  |
| 2010                                       | No participó                               | No participó                               | No participó                               | No participó                               | No participó                               | No participó                               | No participó                               |
| 2012                                       | No clasificó                               | No clasificó                               | No clasificó                               | No clasificó                               | No clasificó                               | No clasificó                               | No clasificó                               |
| 2014                                       | No participó                               | No participó                               | No participó                               | No participó                               | No participó                               | No participó                               | No participó                               |
| 2015                                       | No clasificó                               | No clasificó                               | No clasificó                               | No clasificó                               | No clasificó                               | No clasificó                               | No clasificó                               |
| 2018                                       | No clasificó                               | No clasificó                               | No clasificó                               | No clasificó                               | No clasificó                               | No clasificó                               | No clasificó                               |
| 2020                                       | Octavos de final                           | 4                                          | 1                                          | 1                                          | 2                                          | 6                                          | 7                                          |
| 2022                                       | Cuarto Lugar                               | 7                                          | 4                                          | 0                                          | 3                                          | 14                                         | 17                                         |
| 2023                                       | Primera fase                               | 3                                          | 0                                          | 0                                          | 3                                          | 4                                          | 13                                         |
| Total                                      | 3/11                                       | 14                                         | 5                                          | 1                                          | 8                                          | 24                                         | 37                                         |